# Groupe de NGC 1052

Le groupe de NGC 1052 comprend au moins neuf galaxies situées dans les constellations de la Baleine et de l'Éridan. La distance moyenne entre ce groupe et la Voie lactée est d'environ 17,7 Mpc (∼57,7 millions d'al).

## Présence de galaxies dépourvues de matière noire
En 2018, la première galaxie dépourvue de matière noire, NGC 1052-DF2, a été observée dans ce groupe. L'année suivante, une seconde galaxie également dépourvue de matière noire y est découverte.

## Membres
Le tableau ci-dessous liste les neuf galaxies qui sont indiquées sur le site « Un Atlas de l'Univers » créé par Richard Powell.
| Nom                | Constellation | Classification | Type                        | α (J2000.0)   | δ (J2000.0)  | Vitesse radiale (km/s) | Magnitude apparente | Distance (Mpc) | Diamètre (kal) |
| ------------------ | ------------- | -------------- | --------------------------- | ------------- | ------------ | ---------------------- | ------------------- | -------------- | -------------- |
| NGC 1052           | Baleine       | E4             | Elliptique                  | 02h 41m 04.8s | -08° 15′ 21″ | 1510 ± 6               | 10,5                | 18,8 ± 1,3     | 59             |
| NGC 988            | Baleine       | SB(s)cd?       | Spirale barrée              | 02h 35m 27.7s | -09° 21′ 22″ | 1510 ± 5               | 11,0                | 19,0 ± 1,4     | 73             |
| NGC 991            | Baleine       | SAB(rs)c       | Spirale intermédiaire       | 02h 35m 32.7s | -07° 09′ 16″ | 1532 ± 1               | 11,7                | 21,0 ± 1,4     | 60             |
| NGC 1022           | Baleine       | (R')SB(s)a     | Spirale barrée              | 02h 38m 32.7s | -06° 40′ 39″ | 1453 ± 6               | 11,3                | 18,2 ± 1,3     | 51             |
| NGC 1035           | Baleine       | SA(s)c?        | Spirale                     | 02h 39m 29.1s | -08° 07′ 59″ | 1288 ± 4               | 12,2                | 15,8 ± 1,1     | 37             |
| NGC 1042           | Baleine       | SAB(rs)cd      | Spirale intermédiaire       | 02h 40m 24.0s | -08° 26′ 01″ | 1371 ± 2               | 11,0                | 17,0 ± 1,2     | 41             |
| NGC 961 (NGC 1051) | Baleine       | SB(rs)m pec    | Spirale magellanique barrée | 02h 41m 02.5s | -06° 56′ 09″ | 1295 ± 5               | 12,8                | 15,9 ± 1,1     | 40             |
| NGC 1084           | Éridan        | SA(s)c         | Spirale                     | 02h 45m 59.9s | -07° 34′ 42″ | 1411 ± 1               | 10,7                | 17,7 ± 1,3     | 61             |
| NGC 1110           | Éridan        | SB(s)m?        | Spirale magellanique barrée | 02h 49m 09.6s | -07° 50′ 15″ | 1323 ± 1               | 13,9                | 16,5 ± 1,2     | 56             |

Le site DeepskyLog permet de trouver aisément les constellations des galaxies mentionnées dans ce tableau ou si elles ne s'y trouvent pas, l'outil du site «Finding the constellation which contains given sky coordinates» permet de le faire à l'aide des coordonnées de la galaxie. Sauf indication contraire, les données proviennent du site NASA/IPAC.